# Stefania marahuaquensis
Espèce
Synonymes
- Hyla marahuaquensis Rivero, 1961

Statut de conservation UICN

 NT  : Quasi menacé
Stefania marahuaquensis est une espèce d'amphibiens de la famille des Hemiphractidae.

## Répartition
Cette espèce est endémique de l'État d'Amazonas au Venezuela. Elle se rencontre entre 340 et 1 200 m d'altitude sur le cerro Duida et le cerro Marahuaca.

## Description
Stefania marahuaquensis mesure environ 27 mm. Son dos est brun et ses flancs jaunes, ces deux teintes étant séparé par une ligne longitudinale s'étendant du museau et passant par l’œil. Sa face ventrale est blanc sale.

## Étymologie
Son nom d'espèce, composé de marahuaqu[a] et du suffixe latin -ensis, « qui vit dans, qui habite », lui a été donné en référence au lieu de sa découverte, le cerro Marahuaca.

## Publication originale
- Rivero, 1961 : Salientia of Venezuela. Bulletin of the Museum of Comparative Zoology, no 126, p. 1-207 (texte intégral).